# António da Costa (pintor)
António da Costa foi um pintor tardo-maneirista, nascido no século XVI e falecido no século XVII em Portugal. Foi discípulo e genro do pintor  Diogo Teixeira.

## Vida
Com o seu sogro, pintou entre 1586 e 1588 o retábulo da Misericórdia de Alcochete. Presume-se que colaborou noutras obras do mestre como o trítico da vida de S. Brás da Igreja de Santa Maria (Óbidos), o retábulo da Matriz do Cadaval e as Bandeiras das Misericórdias de Óbidos e de Lourinhã.
Em 1590, substituiu Gaspar Dias na pintura do retábulo da Igreja de Santa Catarina do Monte Sinai em Lisboa, por desavenças daquele com a Irmandade. Deste conjunto, restam quatro tábuas numa colecção particular, características do desenho irregular e da coloração seca de António da Costa.
Atribuíveis a este autor são ainda o retábulo da Igreja do Sacramento do Carvalhal (cerca de 1600), perto de Bombarral, bem como quatro tábuas de um retábulo da Sé de Portalegre, uma Descida da Cruz do Seminário de Évora e três tábuas da Ermida de S. Crispim e S. Cipriano em Lisboa, datando todas do início do século XVII.
Falecido o seu sogro, parece que o pintor teve algumas dificuldades de subsistência, como deixa entender uma demanda que encetou acerca dos bens de Diogo Teixeira.
Em 1612, foi um dos subscritores da demanda colectiva dos pintores lisboetas em favor da liberalidade da Arte da Pintura.
Até 1637, viveu em Lisboa na Calçada do Monte, mudando-se posteriormente para o Chiado onde, certamente já muito idoso, vivia ainda em 1640.
Figura secundária do maneirismo português, copiou como outros o receituário codificado por Diogo Teixeira, mas com um desenho assaz incorrecto, figuras de gestos teatrais mas rígidos e rostos quase caricaturais de grandes olhos postos em míticos olhares.